# 格勒
格勒（法語：Greux，法語發音：[ɡʁø] ⓘ）是法国大東部大區孚日省的一个市镇，属于讷沙托区。

## 地理
格勒（48°27'1"N, 5°40'36"E）面积8.04 平方千米，位于法国大東部大區孚日省，该省份为法国东北部内陆省份，北起默兹省和默尔特-摩泽尔省，西接上马恩省，南至上索恩省和贝尔福地区省，东临上莱茵省和下莱茵省。
与格勒接壤的市镇（或旧市镇、城区）包括：默兹河畔马克塞、布里克塞-欧沙努瓦讷、古桑库尔、莱鲁瓦斯、上武通、栋雷米拉皮塞勒。

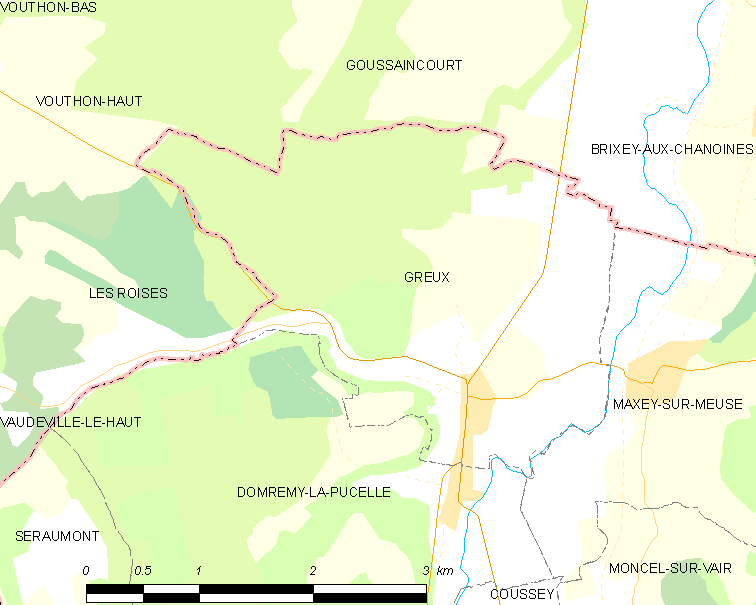
格勒的OSM定位图

格勒的时区为UTC+01:00、UTC+02:00（夏令时）。

## 行政
格勒的邮政编码为88630，INSEE市镇编码为88219。

## 政治
格勒所属的省级选区为讷沙托县。

## 人口

1962-2008年间格勒人口变化图示

格勒于2022年1月1日时的人口数量为132人。